# Lagunitas-Forest Knolls
Lagunitas-Forest Knolls ist ein census-designated place (CDP) in Marin County im US-Bundesstaat Kalifornien mit 1924 Einwohnern (Stand: 2020).
Es besteht aus den Orten Forest Knolls und Lagunitas.
Die beiden Siedlungen werden von den Einwohnern als getrennt angesehen und jede verfügt über ihr eigenes kleines Zentrum. Die primäre Nutzung beider Orte ist zu Wohnzwecken. Der ZIP-Code von Lagunitas lautet 94938, der von Forest Knolls ist 94933.

## Geographie
Lagunitas-Forest Knolls' amtliche geographische Koordinaten sind 38° 1′ N, 122° 42′ W (38,015064, −122,693874).
Nach den Angaben des United States Census Bureaus hat der CDP eine Fläche von 11,0 km², die vollständig aus Land besteht.
Der San Geronimo Creek (der vor Ort auch Paper Mill Creek genannt wird) fließt durch beide Siedlungen und ist einer der wenigen verbliebenen Laichplätze des Silberlachses.
Lagunitas und Forest Knolls liegen in der Westhälfte des San Geronimo Valleys und reichen die bewaldeten Hänge im Süden und die mehr mit Gras bewachsenen Hänge im Norden hinauf.
Lagunitas befindet sich an der Ostgrenze des Samuel P. Taylor State Parks. Wie der Park selbst ist die Umgebung von Lagunitas-Forest Knolls mit Nadelholzwäldern bewachsen.

## Demographie
Zum Zeitpunkt des United States Census 2000 bewohnten Lagunitas-Forrest Knolls 1835 Personen. Die Bevölkerungsdichte betrug 166,3 Personen pro km². Es gab 776 Wohneinheiten, durchschnittlich 70,3 pro km². Die Bevölkerung Lagunitas-Forrest Knollss bestand zu 88,61 % aus Weißen, 1,42 % Schwarzen oder African American, 0,93 % Native American, 1,36 % Asian, 0,11 % Pacific Islander, 3,38 % gaben an, anderen Rassen anzugehören und 4,20 % nannten zwei oder mehr Rassen. 5,56 % der Bevölkerung erklärten, Hispanos oder Latinos jeglicher Rasse zu sein.
Die Bewohner Lagunitas-Forrest Knolls verteilten sich auf 745 Haushalte, von denen in 35,2 % Kinder unter 18 Jahren lebten. 45,1 % der Haushalte stellten Verheiratete, 12,6 % hatten einen weiblichen Haushaltsvorstand ohne Ehemann und 36,2 % bildeten keine Familien. 26,3 % der Haushalte bestanden aus Einzelpersonen und in 3,0 % aller Haushalte lebte jemand im Alter von 65 Jahren oder mehr alleine. Die durchschnittliche Haushaltsgröße betrug 2,43 und die durchschnittliche Familiengröße 2,87 Personen.
Die Bevölkerung verteilte sich auf 24,2 % Minderjährige, 5,2 % 18–24-Jährige, 29,6 % 25–44-Jährige, 35,4 % 45–64-Jährige und 5,6 % im Alter von 65 Jahren oder mehr. Das Durchschnittsalter betrug 41 Jahre. Auf jeweils 100 Frauen entfielen 97,7 Männer. Bei den über 18-Jährigen entfielen auf 100 Frauen 96,5 Männer.
Das mittlere Haushaltseinkommen in Lagunitas-Forrest Knolls betrug 55.917 US-Dollar und das mittlere Familieneinkommen erreichte die Höhe von 72.411 US-Dollar. Das Durchschnittseinkommen der Männer betrug 60.035 US-Dollar, gegenüber 40.625 US-Dollar bei den Frauen. Das Pro-Kopf-Einkommen belief sich auf 31.504 US-Dollar. 6,0 % der Bevölkerung und 4,1 % der Familien hatten ein Einkommen unterhalb der Armutsgrenze, davon waren 3,4 % der Minderjährigen und 2,0 % der Altersgruppe 65 Jahre und mehr betroffen.

## Berühmte Einwohner
- Klaus Kinski (1926–1991), deutscher Schauspieler (er starb dort am 23. November 1991)
- Jerry Garcia (1942–1995), Musiker bei The Grateful Dead